# 卡什加地毯
卡什加地毯，又稱為設拉子地毯（因為設拉子城為過去卡什加地毯最主要的市場），據伊朗當地的地毯商人所言是所有波斯地毯中最出名的，且也是最高級的一種。

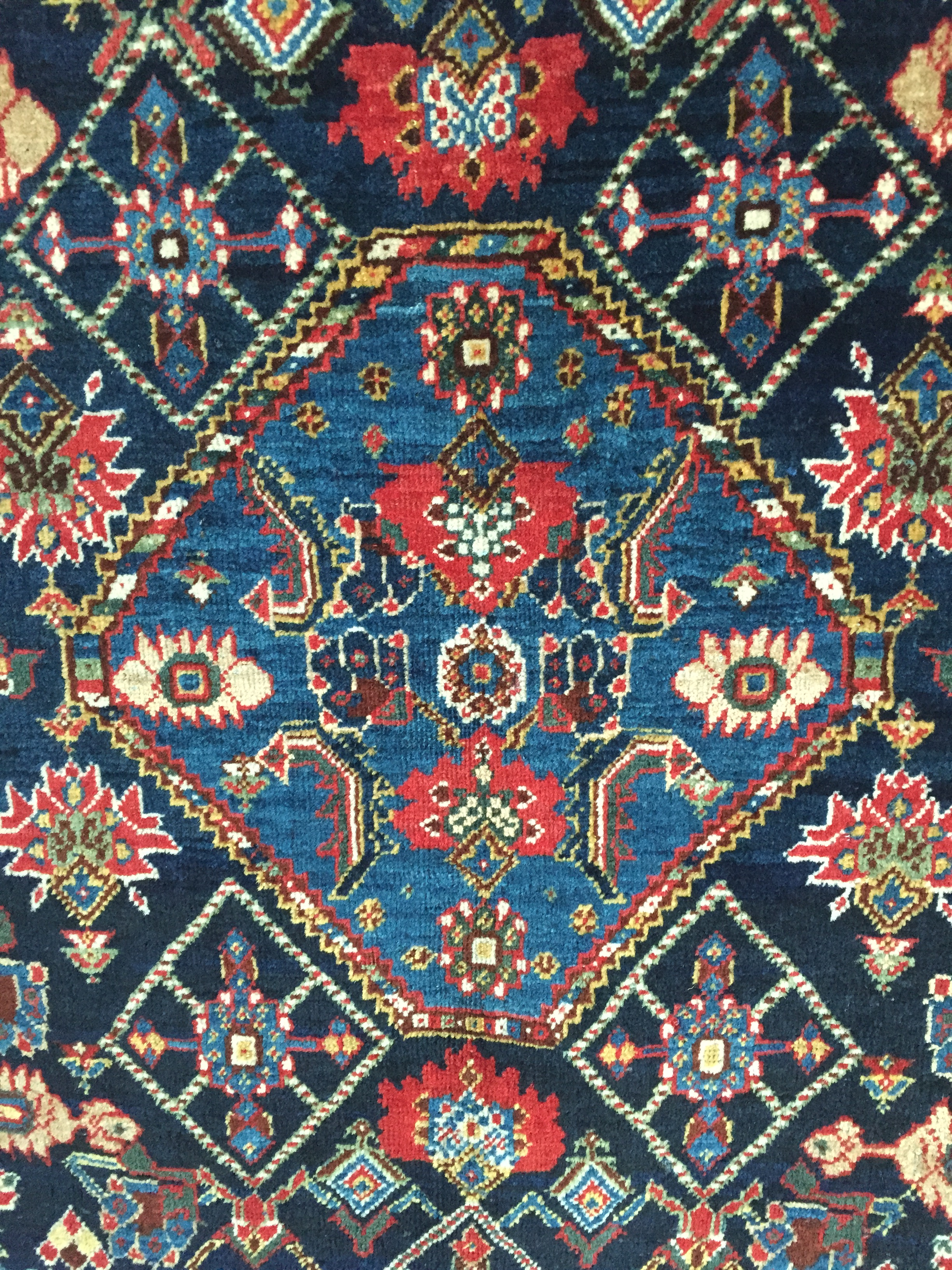
卡什加地毯

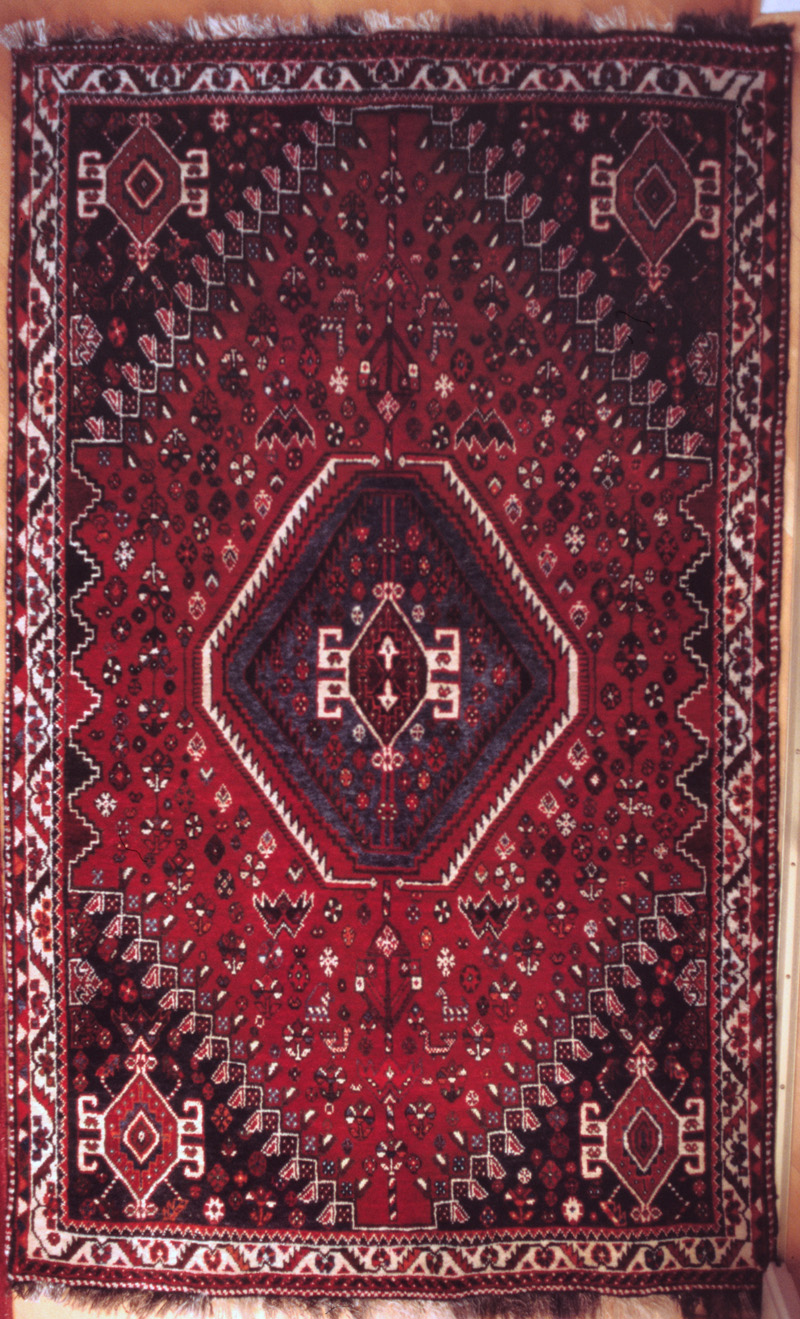
卡什加地毯

## 重要性
廣義的波斯地毯包含印度、巴基斯坦、中亞等地生產的具有波斯圖案和風格的地毯，狹義的波斯地毯則是僅限於伊朗當地生產的地毯。伊朗生產的波斯地毯可分為兩種，一種是適合城市工藝的織法，圖案相對簡單，時間所需不長；另外一種則是伊朗南部遊牧民族的織法，牧民編織時完全憑藉想像力編織，而不事先另外畫設計圖稿，所以每一塊地毯都是獨一無二的，甚至可以說是一件藝術品。另一方面，由於其為純手工製作，往往費時數年才能織成一件，因此價值不斐。

## 歷史
伊朗被認為是編織藝術的發源地，據考證公元前六千年就已有使用地毯的紀錄，而伊朗當地至今仍有許多數百年歷史的地毯。

## 材料
伊朗人將地毯視為房間的第五面牆，因此格外重視。地毯也被伊朗人視為財富的象徵，傳統的卡什加地毯由羊毛、棉、絲所編織而成，其中又以設拉子市一帶出產的羊毛為最上等材料。設拉子市一帶出產的羊毛質地柔軟且光澤漂亮，並且有著比絲綢更好的染色能力，因此其色彩的濃密度是所有波斯地毯之中最高的。

## 染料
卡什加地毯採用天然染料，因此能歷時百年而不褪色。其染料包括尤加利葉、薑黃、靛青、橡子殼、石榴皮、礦石、葡萄葉等。卡什加地毯通常以深紅色與深藍色為主色調，並以米白色作樣式及紋飾。

## 樣式及紋飾
卡什加地毯的紋飾以象徵天堂的繁花蔓枝、鳥獸等動物、抽象的幾何圖形、清真寺廟建築、浩大的宮廷、狩獵場面，以及宗教圖騰為主。地毯上的紋飾不僅記載了伊朗人民的日常生活、歷史、傳說故事等，更有伊朗政府靠著地毯上的宮殿紋飾對宮殿古蹟進行復原的紀錄。卡什加地毯傾向於用棉在地毯的其中一邊編織以作為強調。卡什加地毯的樣式簡單，通常會以長長的毯絮收尾。眾部落中阿瑪烈與達勒蘇里尤其以編織卡什加地毯出名。